# Джедкара Исеси
Джедкара Исеси — фараон Древнего Египта, правил приблизительно в 2414 — 2375 годах до н. э.; из V династии.

## Правление

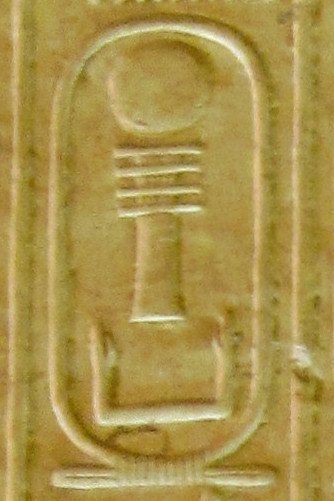
Имя Джедкары в Абидосском списке фараонов (№ 32)

### Срок правления
Правление Исеси хорошо задокументировано как хозяйственными папирусами из Абусира, так и многочисленными царскими печатями и современными ему надписями; всё это вместе взятое указывает на довольно длительное время правления этого фараона. Имена этого фараона встречаются во всех четырёх известных нам списках древнеегипетских царей. Это, во-первых, Карнакский царский список, создание которого относится к периоду правления Тутмоса III, где он записан в пятой строке под своим личным именем Исеси. Джедкара занимает 32-ю строчку в Абидосском списке фараонов, начертанном во времена правления царя Сети I, на стене его храма в Абидосе. Он также присутствует в Саккарском списке (31-я запись), где он значится под именем Мааткара, «Истинная Душа Ра», вероятно из-за ошибки переписчика. Наконец имя Джедкары указано в Туринском папирусе (III колонка, 24 ряд), где даётся как Джеду, «Прочнейший». 

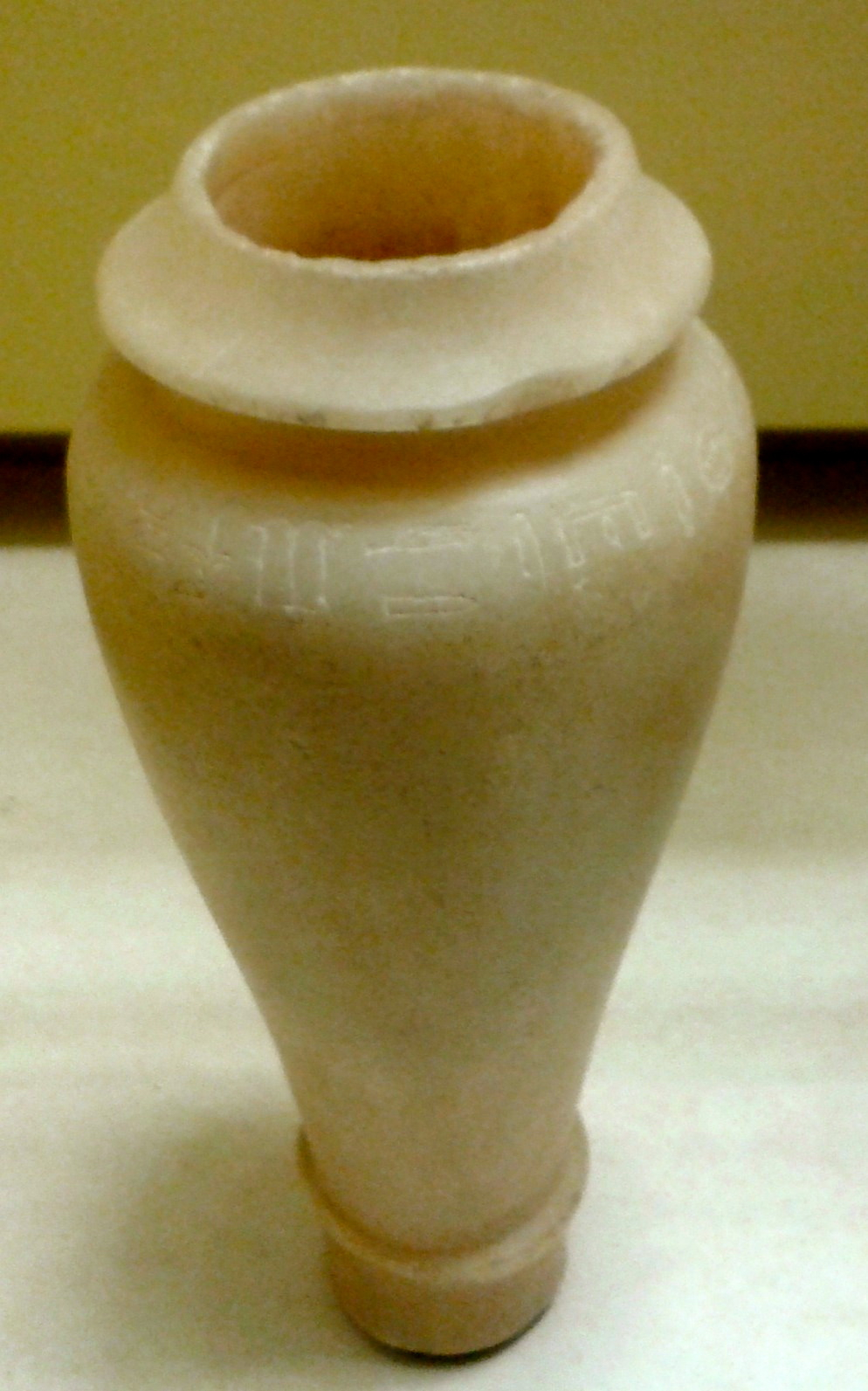
Алебастровая ваза с надписью в честь первого празднования хеб-сед царствования Джедкары (музей Лувра)

В Туринском папирусе место, где отмечено время его правления, не очень читаемо, хорошо прослеживается лишь цифра 8, как окончание. Считается, что он правил на протяжении 28 лет, однако некоторые египтологи предполагают эти данные ошибочными и считают, что на самом деле подразумевалось 38 лет. Согласно Манефону этот фараон, которого он называет Танхересом (др.-греч. Τανχέρης), правил 44 года. Самая поздняя обнаруженная дата этого фараона — 22 год подсчёта, 12 день, IV месяца сезона Ахет, что очень хорошо согласуется с данными Манефона, если принять за год подсчёта — подсчёт крупного рогатого скота с целью взимания налогов, обычно во времена Древнего царства проводившийся раз в два года. Однако, проблема состоит в том, что иногда эти подсчёты проводились и каждый год. Празднование Джедкарой юбилея хеб-сед, так же предполагает, что правление фараона превышало 30 лет. На алебастровом сосуде того периода начертано: «Первый раз юбилея Джедкары, любимого Душами Гелиополя».
Считается, что правление Джедкары Исеси было временем децентрализации и ослабления власти фараона. Его имя содержит древнейший философский труд, дошедший до нашего времени — «Поучения Птаххотепа», приписываемое его чати Птаххотепу. Этот Птаххотеп был членом царской семьи и, возможно, приходился фараону дядей. Вероятно, он выполнял обязанности его опекуна и наставника.

## Имена фараона
Вступив на престол, фараон принял тронное имя Джедкара, «Прочен Дух солнечного бога Ра». Существуют доказательства, что этот царь носил личное имя Исеси, или Сиси (иногда читается как Асса). В качестве хорового имени его звали Джедхау, «Прочный в своём восхождении, или появлении», а в качестве Золотого сокола он носил имя Джед, «Прочен» или «Устойчив», «Монументален».
Насколько известно, этот фараон был первым, кто принял знаменитый впоследствии титул Са-Ра, «Сын солнечного бога Ра», который писали перед его личным именем Исеси (или Сиси), и следовательно, он означал, что фараон физически являлся потомком бога солнца.
| G5 |

| G5 |

| R11 | N28 | G43 |

| R11 | N28 | G43 |

| G16 |

| G16 |

| G16 | R11 | N28 | G43 |

| G16 | R11 | N28 | G43 |

| G8 |

| G8 |

| R11 · G5s · S12 |

| R11 · G5s · S12 |

| nswt&bity |

| nswt&bity |

| N5 | R11 | D28 |

| N5 | R11 | D28 |

| N5 | R11 | D28 |

| N5 | R11 | D28 |

| N5 | R11 | D28 |

| N5 | R11 | D28 |

| N5 | R11 | D28 |

| N5 | R11 | D28 |

| G5 | R11 | D28 |

| G5 | R11 | D28 |

| G5 | R11 | D28 |

| G5 | R11 | D28 |

| G5 | R11 | D28 |

| G5 | R11 | D28 |

| G5 | R11 | D28 |

| G5 | R11 | D28 |

| N5 | H6 | D28 |

| N5 | H6 | D28 |

| N5 | H6 | D28 |

| N5 | H6 | D28 |

| N5 | H6 | D28 |

| N5 | H6 | D28 |

| N5 | H6 | D28 |

| N5 | H6 | D28 |

| R11 | R11 |

| R11 | R11 |

| R11 | R11 |

| R11 | R11 |

| R11 | R11 |

| R11 | R11 |

| R11 | R11 |

| R11 | R11 |

| G39 | N5 |

| G39 | N5 |

| M17 | O34 · O34 | M17 |

| M17 | O34 · O34 | M17 |

| M17 | O34 · O34 | M17 |

| M17 | O34 · O34 | M17 |

| M17 | O34 · O34 | M17 |

| M17 | O34 · O34 | M17 |

| M17 | O34 · O34 | M17 |

| M17 | O34 · O34 | M17 |

| M17 | S29 | S29 | M17 |

| M17 | S29 | S29 | M17 |

| M17 | S29 | S29 | M17 |

| M17 | S29 | S29 | M17 |

| M17 | S29 | S29 | M17 |

| M17 | S29 | S29 | M17 |

| M17 | S29 | S29 | M17 |

| M17 | S29 | S29 | M17 |

| M17 | M40 | S29 | M17 |

| M17 | M40 | S29 | M17 |

| M17 | M40 | S29 | M17 |

| M17 | M40 | S29 | M17 |

| M17 | M40 | S29 | M17 |

| M17 | M40 | S29 | M17 |

| M17 | M40 | S29 | M17 |

| M17 | M40 | S29 | M17 |

### Джедкара и Палермский камень

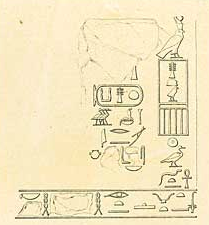
Рельеф Джедкары Исеси в Вади-Магкара. Рисунок Карла Рихарда Лепсиуса

Существует предположение, что древние анналы Палермского камня были созданы в правление Джедкары. Хотя имя этого фараона нигде не упоминается в сохранившихся фрагментах этого артефакта, но простой расчёт по количеству клеточек на которые разбит этот памятник (каждая клеточка соответствует определённому году), говорит, что эта летопись, возможно, была доведена до 7-го года правления Джедкары. Существуют этому и некоторые доказательства. В Вади-Магхара на Синайском полуострове была найдена разрушенная надпись, в которой можно прочесть следующее: «Год после четвёртого раза счёта всего крупного и мелкого скота, в котором [году] Бог сделал [так], чтобы в тайном [месте в] каменоломне был найден этот ценный камень, [использованный для] плиты с древними надписями». Затем шли имена царя Джедхау Джедкара Исеси и список участников экспедиции под командованием капитана судна по имени Нианх-Хентихети. «Год после четвёртого раза счёта» вполне может быть 7-м или 8-м годом царствования Джедкары Исеси, если эти подсчёты проводились раз в два года, что характерно для того периода. То есть это тот год, до которого, согласно реконструкции, доведена хроника.

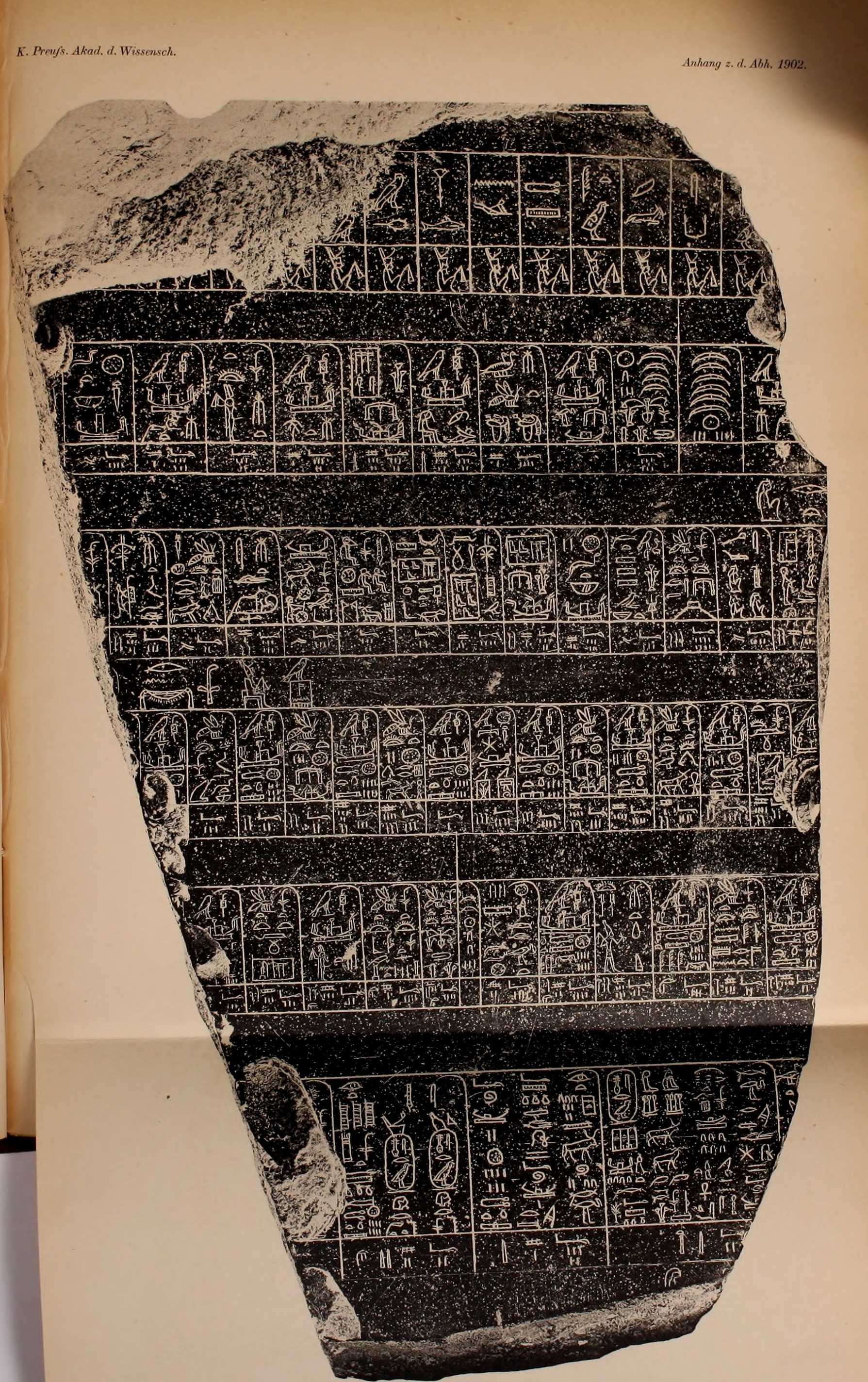
Палермский камень. Хранится в Палермском региональном археологическом музее, с чем и связано его название

Существует и другая надпись, которая также может относиться к составлению этих анналов. В гробнице визиря Сенеджемиба написано: «Я [Сенеджемиб] был тем, кто доставил радость царю в качестве хранителя тайн его Величества и как любимец его Величества во всём… Что касается любого дела, какое поручал мне выполнить его Величество, я делал его по желанию сердца его Величества относительно его. [Получил я повеление от] его Величества, когда он был в Месте архивов. Когда было оно исполнено… его Величество сделал, чтобы меня умастили благовониями в присутствии его Величества… Никогда не делалось подобного для кого-либо в присутствии царя… Тогда его Величество сам написал [письмо мне] перстами своими собственными, дабы похвалить меня, потому что выполнил я всю работу, которую велел мне сделать его Величество, правильно и хорошо по желанию сердца его Величества относительно её. [Вот это письмо:] „Царское повеление визирю Сенеджемибу, главному писцу царских архивов, начальнику всех работ царя. Моё Величество видел то письмо, что ты послал, дабы сообщить мне, [что часть работы выполнена], ибо здание, названное «Любимый [царём] Исеси», было построено во дворце… [Ты выполнил её так, чтобы] порадовать сердце Исеси… ибо ты мог передать словами то, что Исеси желает, лучше, чем кто либо на всей земле… Сделаешь ты плиту (?) так, как было задумано… Моё Величество желает услышать это твоё заверение…“»
Затем Сенеджемиб цитирует второе письмо, полученное от фараона. Оно касается плана нового сооружения в царском дворце, перед которым должны были разбить сад (?) 1200 локтей в длину и 221 локоть в ширину. Возможно, речь шла о здании, где хранилась каменная плита с летописью. Это было что-то наподобие храма, посвящённого царским предкам. Вся эта надпись, как и, впрочем, надпись на Синае могут не иметь ни какого отношения к записи анналов Палермского камня. Однако, принимая во внимание, что Сенеджемиб был «главным писцом царских архивов», а также тот факт, что упомянутая работа была поручена ему фараоном, когда царь «был в Месте архивов», есть основания предполагать, что речь идёт именно о летописи.

### Экспедиции Джедкары
Кроме уже упомянутой надписи на Синае в этом районе есть ещё два изображения фараона Джедкары, где он показан заносящим руку над азиатом и назван «Побивающим все страны». Надпись датирована 9-м годом подсчёта скота, то есть, видимо, 18-м годом правления Джедкары. Экспедиция, которая оставила эту надпись, состояла из более чем 1400 человек и, наверное, была отправлена туда с целью добычи меди и бирюзы в здешних рудниках. Экспедиции на Синайский полуостров отправлялись из порта на месте современного Айн-Сохна, расположенного на западном берегу Суэцкого залива. Об этом свидетельствуют папирусы и оттиски цилиндрических печатей с именем Джедкары, найденные в этих местах. Порт включал в себя большие галереи, высеченные в песчанике, и служащие в качестве жилых и складских помещений. На стене одной такой галереи была найдена надпись ещё об одной экспедиции в «горы бирюзы» в год седьмого подсчёта скота — возможно, 14-й год правления Джедкары.
При археологических раскопках Эдфу в южной части Верхнего Египта было найдено более 220 глиняных печатей помеченных серехом. Эдфу, называемый древними египтянами Бехдетом, вероятно, был местом отправления горных экспедиций, направляемых в Восточную пустыню и к Красному морю во время правления Джедкары Исеси. Эти экспедиции проводились с помощью специальной группы исследователей, называемых sementiu, которые были собраны по приказу чиновника администрации, присланного царём из Мемфиса в Эдфу. В Вади-Хаммамат — расположенной в двух днях пути на восток от Коптоса пустынной долине, через которую проходила дорога к Красному морю, — также была обнаружена надпись с именем Исеси. Это свидетельствует о проводимых работах фараона в местных каменоломнях. 
К югу от Египта Джедкарой была проведена, по крайней мере, одна экспедиция в диоритовые каменоломни, расположенные в 65 км к северо-западу от Абу-Симбеля. Джедкара не был первым фараоном, добывающим здесь камень, так как эти каменоломни эксплуатировались уже во времена IV династии, также работы продолжались здесь при VI династии и позже, во время Среднего царства. Граффити с заключённым в картуш именем Исеси было обнаружено на скале в районе Томаса (около 150 км к югу от Асуана) в Нижней Нубии, и это доказывает, что солдаты фараона дошли сюда во время какой-то экспедиции. Согласно надписи Хуфхора, правителя самой южной области Египта — Элефантины, при более позднем фараоне Пепи II, Джедкара посылал экспедицию по Нилу, в страну Иам (выше 3-х порогов), под начальством «казначея бога» Баурджеда (Баурдеда). Из этой экспедиции ко двору фараона был доставлен карлик — пигмей, житель Центральных районов Африки.
Джедкара Исеси, вероятно, также вёл работы в золотых рудниках в Восточной пустыне и в Нубии. Действительно, ведь самое раннее упоминание о «Стране золота» — древнеегипетском термене для обозначения Нубии — встречается в надписи из заупокойного храма Джедкары.

### Статуя

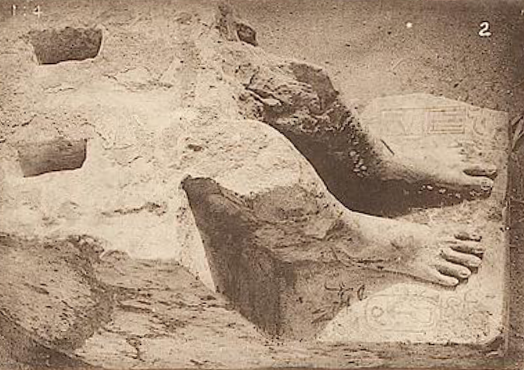
Нижняя часть статуи Джедкары найденная в храме Осириса в Абидосе

Единственной статуей Джедкары, известной на данный момент, является сидячая статуя царя из известняка, от которой сохранилась лишь нижняя часть ног. Данный монумент был найден в 1900 году во время раскопок под руководством Флиндерса Питри в храме Осириса в Абидосе. Потерянная верхняя часть статуи крепилась к нижней с помощью шипов. На постаменте, по обе стороны ног, начертаны надписи с тронным именем Джедкары. Нынешнее местоположение этой статуи неизвестно.

### Пирамида Джедкары

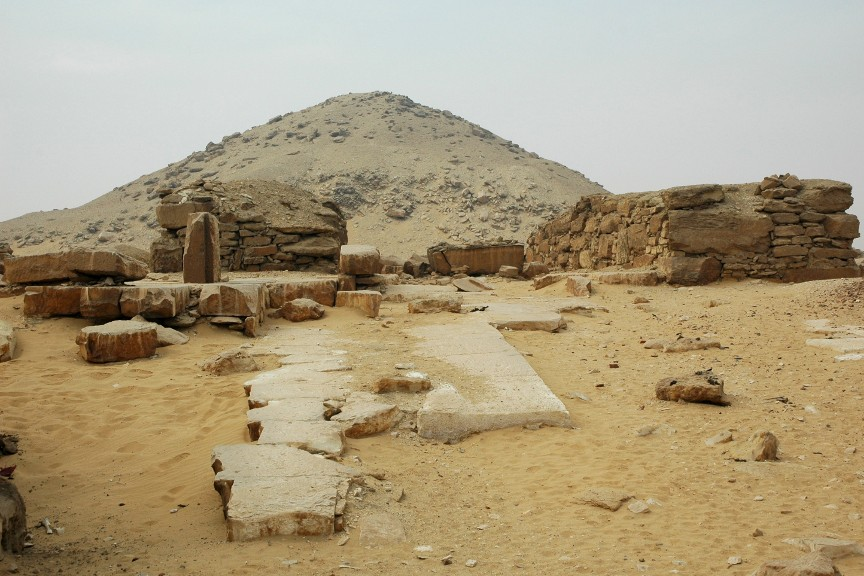
Пирамида Джедкары

Кроме того, свою пирамиду, получившую название Нефер («Прекрасная»), фараон построил на древнем некрополе Саккары, а не в Абусире, как его предшественники. Её построили из грубо обработанных известняковых блоков, облицовка которых со временем исчезла. Из всех пирамид V династии эта была самой большой; стороны её основания равнялись примерно 86,5 метра. Ныне эта пирамида сильно разрушена и известна по её арабскому названию «Харам-эш-Шоваф» («Сторожевая пирамида»), поскольку она высится точно башня старого замка на круглом скалистом взгорье, прямо над деревней Саккара. Долгое время имя её владельца было неизвестно. Узнали его лишь в 1945 году Абд эс-Салям и Л. Варий, впервые подробно обследовавшие эту пирамиду. К сожалению, оба умерли, не успев опубликовать результаты своих трудов. Располагавшийся с северной стороны коридор вёл в её подземную часть. В погребальной камере в разбитом саркофаге были найдены останки мумифицированного тела человека, возможно, самого Джедкары. Мумия принадлежала мужчине, умершему в возрасте от 50 до 60 лет. Радиоуглеродный анализ, проведённый в начале 1990-х годов, подтвердил, что мумия относится ко времени V династии. Подземные помещения ещё не были украшены «текстами», их обнаружили уже в пирамиде преемника Джедкары — царя Униса.
Необычайно велик был и заупокойный храм пирамиды. Он был выстроен из известняковых блоков с колоннами из красного гранита. Его стены были украшены рельефами, изображавших охоту в пустыне и процессию женщин с жертвенными дарами. Были также обнаружены следы дороги, которая вела к нижнему, ещё не изученному храму. К северу от заупокойного храма располагалась небольшая пирамида, принадлежавшая жене царя Джедкара Исеси. В связанном с ней заупокойном храме появилось имя преемника Джедкара Исеси, фараона Униса. 
Несмотря на то, что все представители его династии возводили храмы, посвящённые богу Солнца Ра, Джедкара, видимо, не создал такого храма. Считается, что таким образом была засвидетельствована растущая популярность Осириса среди простых египтян, пошатнувшая позиции государственного культа Ра. Однако, какие-то восстановительные работы он проводил в солнечном храме Сахура в Абусире.
|                                                     |                          |                                                                       |
| Пирамида и заупокойный храм Джедкары. Реконструкция | Вход в пирамиду Джедкары | Части колонн с капителями в виде пальм из заупокойного храма Джедкары |

| V династия                |                                                                          |                |
| Предшественник: Менкаухор | фараон Египта ок. 2405 — 2367 до н. э. (правил приблизительно 30—38 лет) | Преемник: Унис |